# Jerneja Smonkar
Jerneja Smonkar (* 27. Januar 1992 in Slovenj Gradec) ist eine slowenische Mittelstreckenläuferin, die sich auf die 800-Meter-Distanz spezialisiert hat.

## Sportliche Laufbahn
Erste internationale Erfahrungen sammelte Jerneja Smonkar im Jahr 2018, als sie bei den Balkan-Meisterschaften 2018 in Stara Sagora in 2:09,47 min die Bronzemedaille im 800-Meter-Lauf gewann. Im Jahr darauf siegte sie bei den Balkan-Hallenmeisterschaften in Istanbul mit neuer Bestleistung von 2:07,89 min und anschließend erreichte sie bei den Europaspielen in Minsk nach 3:20,66 min Rang elf in der gemischen 4-mal-400-Meter-Staffel. Anfang September siegte sie auch bei den Freiluft-Balkanmeisterschaften in Prawez in 2:07,25 min. 2021 gewann sie bei den Balkan-Hallenmeisterschaften in 2:06,85 min die Bronzemedaille und schied kurz darauf bei den Halleneuropameisterschaften in Toruń mit 2:05,44 min in der ersten Runde aus. Im Jahr darauf siegte sie in 3:37,84 min mit der Staffel bei den Balkan-Hallenmeisterschaften in Istanbul und verpasste kurz darauf bei den Hallenweltmeisterschaften in Belgrad mit 3:37,08 min den Finaleinzug. Im Juni wurde sie bei den Balkan-Meisterschaften in Craiova mit 2:03,55 min Vierte und anschließend gelangte sie bei den Mittelmeerspielen in Oran mit 2:03,82 min auf Rang sechs. Zudem gewann sie dort mit der Staffel in 3:31,51 min die Silbermedaille hinter dem Team aus Italien. Daraufhin startete sie bei den Weltmeisterschaften in Eugene und schied dort mit 2:02,48 min in der ersten Runde aus. Anschließend schied sie bei den Europameisterschaften in München mit 2:03,24 min in der Vorrunde aus. 
2023 kam sie bei den Halleneuropameisterschaften in Istanbul mit 2:06,94 min nicht über den Vorlauf hinaus. Im Juni wurde sie bei der 2. Liga der Team-Europameisterschaft im Rahmen der Europaspiele in Chorzów mit 2:01,79 min Siebte, ehe sie bei den Balkan-Meisterschaften in Kraljevo in 2:03,81 min den fünften Platz belegte. Im Jahr darauf kam sie bei den Balkan-Meisterschaften in Izmir über 800 Meter nicht ins Ziel.
In den Jahren 2016 und 2017 sowie 2019 und 2020 wurde Smonkar slowenische Meisterin im 800-Meter-Lauf im Freien sowie 2022 in der Halle. 2017 siegte sie auch im 400-Meter-Lauf sowie 2020 und 2022 in der 4-mal-400-Meter-Staffel. Zudem wurde sie 2020 Hallenmeisterin in der 4-mal-400-Meter-Staffel.

## Persönliche Bestleistungen
- 400 Meter: 53,76 s, 16. Juni 2023 in Graz
  - 400 Meter (Halle): 54,74 s, 12. Februar 2022 in Novo Mesto
- 800 Meter: 2:01,79 min, 21. Juni 2023 in Chorzów
  - 800 Meter (Halle): 2:03,73 min, 18. Februar 2023 in Zagreb